# Xã Heidelberg, Quận Lehigh, Pennsylvania
Xã Heidelberg (tiếng Anh: Heidelberg Township) là một xã thuộc quận Lehigh, tiểu bang Pennsylvania, Hoa Kỳ. Năm 2010, dân số của xã này là 3.416 người.